# Sempervivum rupicola
Sempervivum rupicola är en fetbladsväxtart som beskrevs av A. Kerner. Sempervivum rupicola ingår i släktet taklökar, och familjen fetbladsväxter. Inga underarter finns listade i Catalogue of Life.